# Joias dos Mistérios Divinos

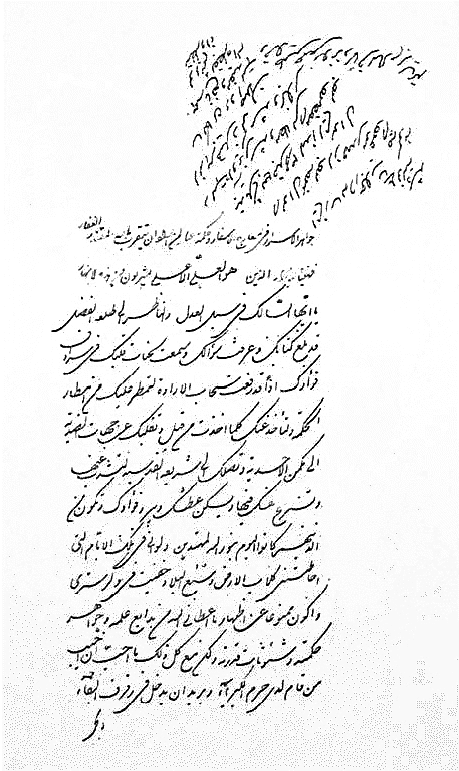
Primeira página, com uma nota de prefácio nos manuscritos de Bahá'u'lláh

Joias dos Mistérios Divinos (pré-AO 1990: Jóias dos Mistérios Divinos) (em árabe: جواهر الاسرار; romaniz.: Jawahir al-Ansar) é uma longa epístola de Bahá'u'lláh, o fundador da Fé Bahá'í. A epístola (como são frequentemente chamadas as obras de Bahá'u'lláh) foi escrita durante seu tempo em Baguedade (1853–1863) em árabe.

## Antecedentes
A obra foi escrita em resposta a uma pergunta de Side Iúçufe-i-Sidi Ispaani, um líder religioso dos xiitas em Najafe, que havia feito a pergunta de como o prometido Mádi poderia ter sido "transformado" (ou seja, o retorno do Prometido numa forma humana diferente) em Ali Maomé, o Báb. O trabalho foi escrito no mesmo dia em que a questão foi recebida e entregue através de um intermediário. De acordo com uma compilação publicada em 2000 por pesquisadores do Instituto Wilmette, Side Iúçufe-i-Sidi Ispaani, que residia em Carbala quando a carta foi escrita, reconheceu a divindade de Bahá'u'lláh após lê-la. Mais tarde, quando conheceu Bahá'u'lláh, ele se tornou um Babi. Seus amigos o rejeitaram por se tornar um Babi e ele não pôde mais ficar na casa deles.

## Conteúdo
O próprio Bahá'u'lláh afirma que aproveitou "a oportunidade proporcionada pela" pergunta "para elaborar uma série de assuntos". A introdução da tradução em inglês lista alguns desses tópicos, alguns dos quais são: "rejeição dos profetas do passado", "perigo de uma leitura literal das escrituras", "o significado dos sinais e presságios da Bíblia relativos ao advento da nova Manifestação", "a continuidade da revelação divina", "insinuações da declaração de Bahá'u'lláh que se aproxima", e o significado ou significados de termos como "Dia do Juízo Final" e "a Ressurreição". Temas semelhantes aos apresentados em Joias dos Mistérios Divinos podem ser encontrados em Sete Vales e no Kitáb-i-Íqán.

## Tradução
O órgão dirigente da comunidade global da Fé Bahá'í, a Casa Universal de Justiça, anunciou em abril de 2001, como parte do seu plano quinquenal em curso, que os edifícios do Centro para o Estudo dos Textos - no Centro Mundial Bahá'í - "se concentraria nas traduções dos Textos Sagrados ao inglês." A publicação de Joias dos Mistérios Divinos foi um dos projetos empreendidos no cumprimento desse plano quinquenal.